# Carlo Faccioli

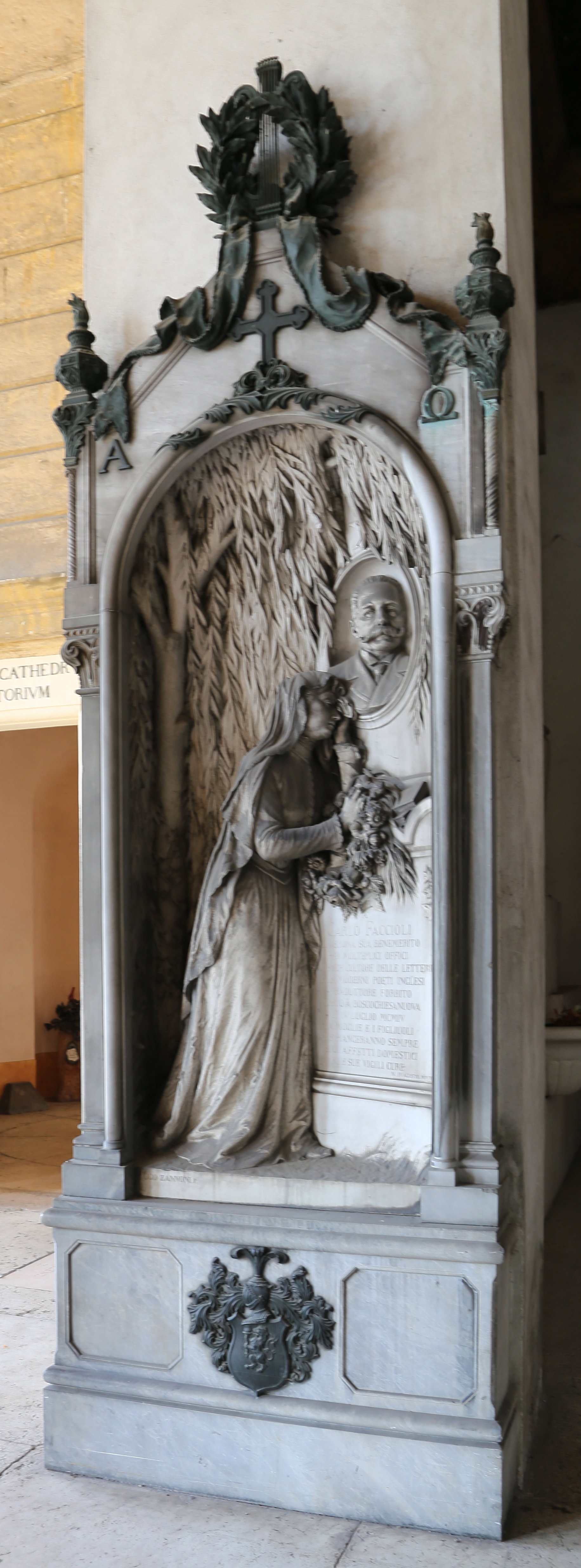
Tomb

Carlo Faccioli, född den 4 augusti 1840 i Verona, död den 4 juli 1904 i Bosco Chiesanuova, var en italiensk författare. 
Faccioli studerade rättsvetenskap vid universitetet i Padua och fick därefter en lärartjänst. Han gjorde sig huvudsakligen känd genom poetiska översättningar från engelska, Byrons Childe Harold (1873), Tennysons Enoch Arden och andra dikter och Longfellows Evangeline (som diktaren själv fann mycket lyckad) med flera verk av denne. Bland Facciolis egna lyriska dikter märks La morte di Dante och Sanmicheli. Två pedagogiska skrifter av honom vann erkännande: Il Vademecum del Maestro och La sapienza della vita dedotta dai libri.